# Besarabija
Besarabija (gagavško Besarabija, romunsko Basarabia, ukrajinsko Бессарабія, latinizirano: Bessarabija) je zgodovinska regija v vzhodni Evropi, omejena z rekama Dnester na vzhodu in Prut na zahodu ter Črnim morjem. Približno dve tretjini Besarabije pripada sedanji državi Moldaviji, tretjina pa Ukrajini. Južni črnomoski del Besarabije med izlivom Pruta v Donavo oz. delto Donave in izlivom reke Dnester zavzema danes ukrajinsko zgodovinsko pokrajino Budžak, majhen del na severu pa je del ukrajinske Črnoviške oblasti.
Po rusko-turški vojni (1806–1812) in Bukareštanskem miru, ki je sledil, so bili vzhodni deli kneževine Moldavije, vazala Osmanskega cesarstva, skupaj z nekaterimi območji, ki so bila prej pod neposredno osmansko oblastjo, predani Carski Rusiji. Pridobitev je bila med zadnjimi ozemeljskimi pridobitvami Ruskega imperija v Evropi. Novo pridobljena ozemlja so bila organizirana kot Besarabska gubernija Ruskega imperija. Ime Besarabija se je pred tem uporabljalo samo za južne nižine med rekama Dnester in Donavo. Po krimski vojni leta 1856 so bila južna območja Besarabije vrnjena pod moldavsko oblast. Ruskija je oblast nad celotno regijo obnovila leta 1878, ko je bila Romunija, ki je nastala z združitvijo zgodovinske romunske kneževine Moldavije z Vlaško, prisiljena zamenjati ta ozemlja za Dobrudžo.
Po ruski revoluciji leta 1917 se je območje organiziralo kot avtonomna Moldavska demokratična republika v predlagani ruski zvezni državi. Boljševiška  agitacija konec leta 1917 in v začetku leta 1918 je povzročila intervencijo romunske vojske, ki naj bi domnevno pomirila regijo. Kmalu zatem je lokalnna parlamentarna skupščina razglasila neodvisnost in nato združitev s Kraljevino Romunijo. Zakonitost teh dejanj je bila sporna. Oporekala jim je predvsem Sovjetska zveza, ki je to območje obravnavala kot ozemlje, ki ga je okupirala Romunija.
Ko je Sovjetska zveza  s Paktom Molotov–Ribbentrop leta 1940 pridobila privolitev nacistične Nemčije, je pod grožnjo vojne pritisnila na Romunijo, da se je umaknila iz Besarabije. Besarabijo je zasedla Rdeča armada in omogočila njeno priključitev k Sovjetski zvezi. Večina ozemlja je bila vključena v Moldavsko ASSR,  medtem ko so bila ozemlja s slovansko večino na severu in jugu Besarabije prenesena v Ukrajinsko SSR. Romunija, ki se je med drugo svetovno vojno pridružila osi, je med nacistično invazijo na Sovjetsko zvezo ponovno zasedla Besarabijo. Ko se je tok vojne obrnil, jo je leta 1944 ponovno izgubila. Leta 1947 je bila sovjetsko-romunska meja na Prutu mednarodno priznana s Pariškim mirovnim sporazumom, ki je končal drugo svetovno vojno.
Med procesom razpada Sovjetske zveze sta Moldavska in Ukrajinska SSR leta 1991 razglasili svojo neodvisnost in postali moderni državi Moldavija in Ukrajina ter ohranili obstoječo delitev Besarabije. Po kratki vojni v začetku 90. let prejšnjega stoletja je bila v Pridnestrju razglašena Pridnestrska republika, ki je svojo oblast razširila tudi na mesto/občino Bender na desnem bregu reke Dnester. Del z Gagauzi naseljenih območij v južni Besarabiji je bil leta 1994 organiziran kot avtonomna regija znotraj Moldavije.

## Etimologija in raba imena
Po tradicionalni razlagi ime Besarabija (romunsko Basarabia) izhaja iz imena vlaške dinastije Basarab, ki naj bi v 14. stoletju vladala južnemu delu območja. Nekateri učenjaki v to dvomijo in trdijo, da:
- je bilo ime eksonim, ki so ga uporabljali zahodni kartografi,
- je bilo v domačih virih prvič uporabljeno šele v poznem 17. stoletju,
- je zamisel, da se nanaša na moldavske regije blizu Črnega morja, izrecno zavrnil zgodnji moldavski kronist Miron Costin kot kartografsko zmedo, ki so jo morda povzročili srednjeveški zahodni kartografi, ki so sodobno poljsko omembo Vlaške kot Besarabije napačno razlagali kot ločeno deželo med Vlaško in Moldavijo.[3]

Po Dimitriju Cantemirju se je ime Besarabija prvotno nanašalo le na del ozemlja južno od zgornjega Trajanovega zidu, ki je le malo večje od današnjega Budžaka.

## Geografija
Regijo na severu in vzhodu omejuje reka Dnester, na zahodu Prut in na jugu spodnja Donava in Črno morje. Regija ima površino  45.630 km2. Ozemlje je večinoma gričevnata ravnina in ravna stepa. Je zelo rodovitno in ima nahajališča lignita in kamnolome. Glavna gospodarska panoga v regiji je kmetijstvo. Pridelujejo se sladkorna pesa, sončnice, pšenica, koruza, tobak, vinsko grozdje in sadje in redijo ovce in govedo.
Glavna mesta so Kišinjev, nekoč prestolnica ruske gubernije Besarabije, zdaj glavno mesto Moldavije, ter Izmajil in Bilgorod-Dnistrovski, zgodovinsko imenovana Cetatea Albă in Akkerman. Obe slednji mesti sta v Ukrajini. Druga mesta upravnega ali zgodovinskega pomena so: Hotin, Reni in Kilija, vsa v Ukrajini, in Lipcani, Briceni, Soroca, Bălți, Orhei, Ungheni, Bender/Tighina in Cahul, vsa v Moldaviji.

## Zgodovina
V poznem 14. stoletju je novoustanovljena Kneževina Moldavija obsegala tisto, kar je kasneje postalo znano kot Besarabija. Kasneje so na tem  ozemlju neposredno ali posredno in delno ali v celoti vladali: Osmansko cesarstvo kot suveren Moldavije, vendar z neposredno oblastjo le v Budžaku in Hotinu, Rusko carstvo, Romunija in  Sovjetska zveza. Od leta 1991 večina ozemlja tvori jedro Moldavije, manjši deli pa spadajo v Ukrajino.

### Prazgodovina
Ozemlje Besarabije je bilo naseljeno že v davnini. Od 6. do 3. tisočletja je na tem ozemlju cvetela kukutensko-tripilska kultura.

### Stari vek
V antiki so to regijo poseljevali Tračani, krajša obdobja pa tudi Kimerijci, Skiti, Sarmati in Kelti, zlasti  Kostoboki, Karpi, Britogali, Tirageti in Bastarni. V 6. stoletju pr. n. št. so grški naseljenci ustanovili kolonijo Tyras ob obali Črnega morja in trgovali z domačini. V južni Besarabiji so se naselili Kelti z glavnim mestom Aliobrks, zdaj Orlivka.
Prva država, za katero se domneva, da je vključevala celotno Besarabijo, je bila Burebistova dačanska država v 1. stoletju pr. n. št.  Po njegovi smrti je bilo država razdeljena na manjše dele, osrednji deli pa so bili v 1. stoletju n. št.  združeni v Decebalovo Dačansko kraljestvo. Njegovo  kraljestvo je leta 106 n. št. uničil rimski cesar Trajan. Južna Besarabija je bila v Rimsko cesarstvo vključena že pred tem leta 57 n. št. kot del rimske province Spodnje Mezije. Dejanska rimska oblast je bila vzpostavljena šele po Decebalovam porazu. Rimljani so v južni Besarabiji zgradili zemeljske obrambne zidove, med njimi spodnji Trajanov zid, da bi obranili provinco Mala Skitija pred vdori nomadov. Pod neposredno rimsko oblastjo je bila samo črnomorska obala. V notranjosti je živelo več tamkajšnjih plemen, ki jih sodobni zgodovinarji imenujejo Svobodni Dačani. Od 2. do 5. stoletja se je v regiji  razvila černjahovska kultura.
Leta 270 je začelo Rimsko cesarstvo zaradi vdorov Gotov in Karpov umikati svoje sile, predvsem iz rimske Dakije, na ozemlje južno  od Donave. Germanski Goti so vdrli v Rimsko cesarstvo s spodnjega toka reke Dnepra preko južne Besarabije (Budžaška stepa). Leta 378 so območje preplavili Huni. 

### Zgodnji srednji vek
Od 3. do 11. stoletja so na ozemlje Besarabije večkrat zaporedoma vdrla različna plemena: Goti, Huni, Avari, Bolgari, Madžari, Pečenegi, Kumani in Mongoli. Ozemlje Besarabije je bilo zajeto v desetinah efemernih kraljestev, ki so bila razpuščena, ko je prišel nov val migrantov. Za to obdobje je bila značilna grozljiva negotovost in množično gibanje plemen. Obdobje je bilo kasneje znano kot temni vek Evrope ali obdobje preseljevanj.
Leta 561 so Besarabijo zavzeli Avari in usmrtili lokalnega vladarja Mesamerja. Za Avari so v regijo prišli Slovani in ustanovili svoje naselbine. Nato so se leta 582 v jugovzhodni Besarabiji in severni Dobrudži naselili Onogurski Bolgari in se od tam, domnevno pod pritiskom Hazarov, preselili v Spodnjo Mezijo in začeli oblikovati Bolgarijo. Z vzponom hazarske države na vzhodu so se invazije začele zmanjševati in bilo je mogoče ustvariti večje države. Po nekaterih mnenjih je južni del Besarabije ostal do konca 9. stoletja pod vplivom Prvega bolgarskega cesarstva.
Med 8. in 10. stoletjem so južni del Besarabije naselili prišleki balkansko-donavske kulture, znane tudi kot kultura Prvega bolgarskega cesarstva. Med 9. in 13. stoletjem se Besarabija v slovanskih kronikah omenja kot del  Bolohovenskega vojvodstva na severu in Brodniškega vojvodstva na jugu. Domneva se, da sta to bili zgodnjesrednjeveški vlaški kneževini.
Zadnji obsežni vpadi v Besarabijo so bili vpadi Mongolov leta 1241, 1290 in 1343. Pomembna naselbina Zlate horde iz tega obdobja je bila Sehr al-Ddid blizu Orheja. Vdori so povzročili umik velikega dela prebivalstva v gorata območja v vzhodnih Karpatih in Transilvanijo. Število prebivalcev vzhodno od Pruta se je še posebej zmanjšalo v času vpadov Tatarov.
V poznem srednjem veku kronike omenjajo "republiko" Tigeci, ki je nastala pred ustanovitvijo kneževine Moldavije. Nahajala se je v bližini sodobnega mesta Cahul na jugozahodu Besarabije in ohranila svojo avtonomijo tudi v kasnejši kneževini vse do 18. stoletja. Genovski  trgovci so obnovili ali ustanovili številne utrdbe ob Dnestru, zlasti Moncastro,  in Donavi, vključno s Kilijo/Chilia-Licostomo.

### Kneževina Moldavija
Od 60. let 14. stoletja  se je  regija postopoma vključevala v Kneževino Moldavijo, ki je do leta 1392 vzpostavila oblast nad trdnjavama Akkerman in Kilija. Vzhodna meja kneževine je postala reka Dnester. Za ime Besarabije nekateri avtorji menijo, da ga je dobila po takrat vladajoči vlaški dinastiji Basarab. V 15. stoletju je bila celotna regija del kneževine Moldavije. Med letoma 1457 in 1504  je skoraj petdeset let vladal Štefan Veliki, ki je zmagal v 32 bitkah in obranil svojo državo pred skoraj vsemi svojimi sosedi, predvsem Osmanskim cesarstvom in Tatari, pa tudi Madžari in Poljaki. Izgubil je samo dve bitki. Po vsaki zmagi v bližini bojišča postavil samostan ali cerkev.
Leta 1484 so v Besarabijo vdrli  Osmanski Turki, zavzeli Kilijo in Cetateo Albo (turško Akkerman) in južni obalni del  Besarabije priključili k Osmanskemu cesarstvu. Ozemlje so razdelili na dva sandžaka (okrožji). Leta 1538 so Osmani priključili še nekaj besarabskega ozemlja na jugu do Tigine, medtem ko sta osrednja in severna Besarabija ostali del Kneževine Moldavije. Slednja je postala vazal Osmanskega cesarstva. Med letoma 1711 in 1812 je Ruski imperij med svojimi vojnami proti Osmanskemu in Avstrijskemu cesarstvu petkrat okupiral regijo.

### Priključitev k Ruskemu carstvu
Z Bukareštanskim mirovnim sporazumom, sklenjenim 12. maja 1812, se je končala rusko-turška vojna 1806-1812. Osmansko cesarstvo je ozemlje med rekama Prut in Dnester, vključno z Moldavijo, prepustilo Ruskemu carstvu. Celotno ozemlje se je takrat imenovalo Besarabija.
Leta 1814 so v Besarabijo  prispeli prvi nemški priseljenci in se naselili večinoma v južnih delih regije. V regijo so se začeli naseljevati tudi besarabski Bolgari in ustanovili več mest, med njimi Bolhrad. Med letoma 1812 in 1846 se je bolgarsko in gagavško prebivalstvo, ki je dolgo živelo pod zatiralsko osmansko oblastjo, preselilo preko Donave v Rusko carstvo in se naselilo v južni Besarabiji. Turško govoreča plemena Nogajske horde, ki so od 16. do 18. stoletja naseljevala tudi regijo Budžak v južni Besarabiji, so do leta 1812 popolnoma izgnali.
Upravno je Besarabija leta 1818 postala oblast in leta 1873 gubernija Ruskega imperija.
Z Odrinskim mirovnim sporazumom, sklenjenim leta 1829, s katerim se je končala rusko-turška vojna 1828-1829, je bila celotna delta Donave priključena k besarabski regiji. Po besedah Vasila Stoice, odposlanca romunske vlade v Združenih državah, je bila leta 1834 romunščina prepovedana v šolah in vladnih ustanovah, čeprav je 80 % prebivalstva govorilo rumunsko. Prepoved se je sčasoma razširila v cerkve, medije in knjige. Po mnenju istega avtorja bi lahko tiste, ki so protestirali proti prepovedi romunščine, poslali v Sibirijo.

#### Vrnitev južne Besarabije Moldaviji
Ob koncu krimske vojne leta 1856 je bila s Pariškim mirom južna Besarabija, organizirana v okraja Cahul in Izmajil, vrnjena Moldaviji, s čimer je Ruski imperij izgubil dostop do Donave.
Leta 1859 sta se Moldavija in Vlaška združili v Združeno romunsko kneževino (Romunijo), ki je vključevala tudi južni del Besarabije.
Železnica Kišinjev–Iași je bila odprta 1. junija 1875 kot del priprav na rusko-turško vojno (1877–1878). Eifflov most je bil odprt 21. aprila 1877,  samo tri dni pred izbruhom vojne. Romunska vojna za neodvisnost je potekala v letih 1877–1678 s pomočjo Ruskega imperija kot zaveznika. Romuniji je bila zaradi njene vloge v rusko-turški vojni po vojni priključena severna Dobrudža kot nadomestilo za odstop južne Besarabije.

#### Zgodnje 20. stoletje
Kišinjevski pogrom se je v glavnem mestu Besarabije zgodil 6. aprila 1903, potem ko so lokalni časopisi objavili članke, ki so javnost spodbujali k ukrepanju proti Judom. 47 ali 49 Judov je bilo ubitih in 92 hudo ranjenih. Uničenih je bilo 700 hiš. Antisemitski časopis Besarabec, ki ga je izdajal Pavel Kruševan, je namigoval, da so lokalni Judje ubili ruskega dečka. Drug časopis, Svet (slovensko Svetloba), je objavil, da so  dečka umorili, da bi njegovo kri uporabili za pripravo nekvašenega obrednega kruha.
Po ruski revoluciji leta 1905 se je v Besarabiji začelo razvijati moldavsko nacionalistično gibanje. V kaosu, ki ga je povzročila ruska revolucija oktobra 1917, je bil v Besarabiji ustanovljen Narodni svet (Sfatul Țării) s 120 člani, izvoljenimi v Besarabiji, in 10 člani, izvoljenimi v Pridnestrju z večinoma ukrajinskim prebivalstvom. Za vrhovno oblast v Besarabiji se je razglasil Rumčerodski komite, centralni izvršilni odbor sovjetov romunske fronte, črnomorske flote in vojaškega okrožja Odesa.
Pod pretvezo zavarovanja oskrbovalnih linij pred napadi boljševikov in oboroženih banditov so  člani moldavskega zakonodajnega sveta Sfatul Țării in sile antante zaprosile za vojaško pomoč Romunijo in romunska vojska je 23. januarja 1918 prestopila mejo sovjetske republike. Po več spopadih z moldavskimi in boljševiškimi enotami je bila okupacija celotne regije zaključena v začetku marca 1918.  Romunska okupacija Besarabije ni bila povsod dobrodošla in člani besarabske vlade so zanikali, da bi bile romunske čete kadarkoli povabljene, da zasedejo republiko.
Potem ko je Ukrajina izdala svoj Četrti univerzal, s katerim je prekinila vezi z boljševiško Rusijo in razglasila suvereno ukrajinsko državo, je Sfatul Țării 24. januarja 1918 razglasil neodvisnost Besarabije kot Moldavske demokratične republike.

### Združitev z Romunijo
5. marca 1918 je Nemško cesarstvo v tajnem sporazumu, sklenjenem v skladu z Buftejskim sporazumom, dovolilo Romuniji, da priključi Besarabijo v zameno za prost prehod nemških čet proti Ukrajini.  Okrajni sveti Bălțija, Soroca in Orheija so prvi zaprosili za združitev Moldavske demokratične republike s Kraljevino Romunijo in 9. aprila 1918 je deželni svet, imenovan Sfatul Țării, v navzočnosti romunske vojske glasoval za združitev pod naslednjimi pogoji:
1. Deželni svet se bo lotil agrarne reforme, ki jo bo morala romunska vlada sprejeti.
2. Besarabija bo ostala avtonomna, s svojim demokratično izvoljenim parlamentom in Deželnim svetom.
3. Deželni svet bo glasoval o lokalnih proračunih, nadzoroval svete dežel in mest ter imenoval lokalno upravo.
4. Vpoklic v vojsko se bo izvajal na teritorialni osnovi.
5. Lokalne zakone in obliko uprave bo mogoče spremeniti le s soglasjem lokalnih predstavnikov.
6. Spoštovane bodo morale biti pravice manjšin.
7. V romunski vladi morata biti dva predstavnika Besarabije.
8. V romunskem parlamentu mora biti sorazmerno veliko predstavnikov Besarabije.
9. Vse volitve morajo biti neposredne, enakopravne, tajne in splošne.
10. Svoboda govora in prepričanja mora biti zagotovljena v ustavi.
11. Vsi posamezniki, ki so med revolucijo zagrešili kazniva dejanja iz političnih razlogov, morajo biti  amnestirani.

86 delegatov je pogoje podprlo, trije so glasovali proti, 36 pa je bilo vzdržanih. Takratni romunski premier Alexandru Marghiloman je pozneje priznal, da so o uniji odločali v Bukarešti in Iaşiju, kjer sta bila sedeža romunske vlade.
O prvem pogoju, agrarni reformi, so razpravljali in ga potrdili novembra 1918. Deželni svet je nato sklenil, da druge pogoje ukine in se brezpogojno odločil za združitev z Romunijo. Zakonitost tega glasovanja je bila zelo sporna, saj seja ni bila javno objavljena, ni bila sklepčna, udeležilo se je je le 44 od 125 članov, večinoma moldavskih konservativcev. Državni svet  je nato izglasoval samorazpustitev,  ki je preprečila, da bi se upoštevali protesti Moldavcev in pripadnikov manjšine, ki se niso udeležili parlamentarnega zasedanja.
Jeseni 1919 so bile v Besarabiji volitve za romunsko ustavodajno skupščino. Izvoljenih je bilo 90 poslancev in 35 senatorjev. 20. decembra 1919 so ti možje skupaj s predstavniki drugih romunskih regij glasovali za ratifikacijo združitvenih aktov, ki so jih potrdili Deželni svet in nacionalni kongresi v Transilvaniji in Bukovini.
Unijo so v Pariškem sporazumu iz leta 1920 priznale Francija, Združeno kraljestvo, Italija in Japonska. Sporazum ni bil nikoli veljaven, ker ga Japonska ni ratificirala. ZDA so zavrnile podpis sporazuma z obrazložitvijo, da na konferenci ni bila zastopana Rusija. ZDA so razen tega  obravnavale Besarabijo kot ozemlje pod romunsko okupacijo in ne kot romunsko ozemlje, kljub obstoječim političnim in gospodarskim odnosom med ZDA in Romunijo. Sovjetska Rusija in pozneje Sovjetska zveza unije nista priznali. Ko je Romunija leta 1924  že drugič zavrnila sovjetske zahteve po regionalnem plebiscitu, je Sovjetska zveza  razglasila Besarabijo za sovjetsko ozemlje pod tujo okupacijo. Na vseh sovjetskih zemljevidih je bila Besarabija označena kot ozemlje, ki ne pripada Romuniji.

#### Posledice
5. maja 1919 je bila v izgnanstvu v Odesi ustanovljena Začasna besarabska vlada delavcev in kmetov.
11. maja 1919 je bila Besarabska sovjetska socialistična republika razglašena za avtonomni del Ruske SFSR, vendar so jo vojaške sile Poljske in Francije v poljsko-sovjetski vojni septembra 1919 ukinile. Po zmagi boljševiške Rusije v ruski državljanski vojni je bila leta 1922 ustanovljena Ukrajinska SSR, leta 1924 pa Moldavska avtonomna sovjetska socialistična republika na traku ukrajinskega ozemlja na zahodnem bregu Dnestra, kjer so Moldavci in Romuni tvorili manj kot tretjino prebivalstva. Večinsko prebivalstvo so bili Ukrajinci.

### Besarabija kot del Romunije

#### Splošno
Po besedah Vladimirja Solonarja in Vladimirja Bruterja je Besarabija pod romunsko vladavino doživela nizko rast prebivalstva predvsem zaradi visoke umrljivosti, najvišje v Romuniji in ene najvišjih v Evropi, in izseljevanja. Za Besarabijo sta bila značilna tudi gospodarska stagnacija in visoka brezposelnost. Dostop do socialnih storitev se je po ukinitvi zemstev v zgodnjih 20. letih 20. stoletja zmanjšal, saj so zemstva  zagotavljala lokalno avtonomijo pri upravljanju šolstva in javnega zdravstva. V poznih 30. letih 20. stoletja je besarabsko prebivalstvo trpelo zaradi veliko nalezljivih bolezni in visoke umrljivosti zaradi njih.
Po mnenju Dana Dungaciuja je bil edina modernizacija v Besarabiji izvedena v romunskem medvojnem obdobju, čeprav so bile tako domače kot mednarodne razmere takrat neugodne zaradi povojne recesije. Gheorghe Duca meni, da je Besarabija v obdobju med vojnama močno napredovala v znanosti, gospodarstvu, umetnosti, političnem in družbenem življenju.
Nicolae Enciu ceni, da je medvojno obdobje s politično, socialno-ekonomsko in kulturno modernizacijo pomenilo napredek romunske družbe s koristnimi učinki v vseh njenih zgodovinskih regijah. Obenem je medvojno obdobje doživelo tudi neuspehe, saj je bilo prekratko, da bi lahko proizvedlo korenite preobrazbe, ki bi zmanjšale ekonomsko in socialno polarizacijo.

#### Politika
Po mnenju  Wima P. van Meursa je bila Besarabija po letu 1918 dolgo časa v izrednem stanju in zaradi   mejnih incidentov in vznemirjenja med kmeti in manjšinami pod vojaško upravo. Da bi zajezili boljševiško propagando, je bila uvedena stroga cenzura.  V prvem desetletju romunske vladavine so se v pokrajini zgodili trije veliki upori ali sovjetski napadi. Januarja 1919 so se lokalni kmetje s podporo z druge strani Dnestra uprli romunski vojski na območju Hotina. Podobna vstaja se je pozneje istega leta zgodila v Tighini. Medtem ko v prvem primeru sodelovanje Sovjetske zveze ni dokumentirano, je bil slednji verjetno sovjetski napad, čeprav van Meurs navaja, da je šlo najverjetneje za lokalno pobudo, ki ni bila usklajena s centralno vlado v Moskvi. Najdaljši večtedenski upor se je zgodil leta 1924 na območju Tatarbunarja, ko so  agitatorji iz Sovjetske zveze tamkajšnje prebivalce spodbudili, da so razglasili Besarabsko sovjetsko republiko. V vseh primerih je upore brutalno zatrla romunska vojska, ki je proti upornikom občasno poslala tudi topništvo.
Po besedah Anatola Petrencuja je Besarabija v večjem delu romunskega obdobja imela koristi od demokracije z večstrankarskim in modernim volilnim sistemom, ki je temeljil na ustavi in zakonih iz leta 1923. Novembra 1919 je Romunija izvolila prvi povojni parlament na podlagi sorazmerne zastopanosti mandatov glede na število prebivalcev. Sredi leta 1919 je bilo število prebivalcev Besarabije ocenjeno na okoli 2 milijona. Ob 72,2 odstotni volilni udeležbi so Besarabci izvolili in v romunski parlament poslali 90 poslancev in 37 senatorjev.
Po besedah Charlesa Kinga je bila v Romuniji "nastajajoča demokracija […] kmalu zdrobljena pod težo korupcije, dvornih spletk in desničarske reakcije".  Isti avtor ugotavlja, da so bili pokvarjeni in trdovratni Romunski upravitelji še posebej razširjeni prav v Besarabiji,  romunska tajna policija Siguranța pa je izvajala obsežen nadzor nad manjšinami in pridnestrske begunce in besarabske študente obravnavala kot potencialne boljševiške agente. To je "med domačini povzročilo občutek, da je Romunija Besarabijo okupirala in ne pridružila". Zlasti Rusi so veljali za "preoblečene boljševike". Njihove cerkve in knjižnice so zaprli ali romunizirali.

#### Gospodarstvo
Na začetku prve svetovne vojne se je okoli 80 % prebivalstva Besarabije ukvarjalo s kmetijstvom. Po vojni je Sfatul Țării nameraval z agrarno reformo razdeliti zemljo kmetom, vendar je romunski pritisk povzročil znatno spremembo njegovih načrtov. Reforma je bila usklajena s podobnimi reformami v Moldaviji, Vlaški in Transilvaniji. Romunska zemljiška reforma je bila bolj radikalna kot drugje, saj je izplačevala nižje odškodnine, imela nižje meje za zemljišča, izvzeta iz razlastitve, dodeljevala večje parcele in tudi razveljavila nekatere ad hoc razdelitve zemljišč, ki so se zgodile med rusko revolucijo, kar je povzročilo nezadovoljstvo med kmeti. Od 40 % kmetijske zemlje, ki so jo leta 1917 posedovali veleposestniki, je bila samo nekaj več kot tretjina (38,6 %) razdeljena kmetom. Druga tretjina je bila vrnjena prejšnjim lastnikom, preostanek pa je postal državna last in je bil v veliki meri pozneje podeljen častnikom romunske vojske, uradnikom in duhovščini. Precejšnje število zemljišč je bilo podeljenih romunskim priseljencem iz Vlaške in Zahodne Moldavije. Romunski uradniki, ki so se poročili z Besarabkami, so bilo upravičeni do 100 hektarjev zemlje. Čeprav je reforma določila najmanjši delež na 6 hektarjev, je več kot dve tretjini kmečkih gospodinjstev dobilo manj kot 5 hektarjev, leta 1931 pa je bilo 367.800 kmečkih družin še vedno brez zemlje. Povprečna velikost posesti  kmečkega gospodinjstva se je po zemljiški reformi zaradi razdelitve zemlje med dediče še dodatno zmanjšala.
Po mnenju Alle Skvortsove je reforma sicer spodbudila razvoj kmetovanja na podeželju in razširila trg za industrijske proizvode, vendar ni prinesla pričakovanih rezultatov. Kmetje so morali naslednjih dvajset let plačevati odkupnino za zemljo, ki so jo dobili, hkrati pa ni bila zagotovljena državna podpora za pridobitev tehnične opreme, potrebne za uspešen razvoj kmetij. Krediti so bili dostopni le premožnejšim med njimi in zato na splošno nepomembni. Regiji je primanjkovalo tudi usposobljenih strokovnjakov in je zaostajala v infrastrukturi, saj je imela vlada malo sredstev in več drugih prednostnih projektov. Glavni dejavniki, ki so ovirali nastanek uspešnega kmečkega razreda, so bili plačila za odkup zemlje, kmečki dolgovi in davki, nedostopnost tradicionalnega ruskega tržišča, težave pri preboju na romunski in evropski kmetijski trg ter pogoste suše, zlasti leta 1921, 1924, 1925, 1927–28 in 1935. Na vinarstvo, enega glavnih stebrov lokalnega gospodarstva, je vplivala zlasti zunanja politika romunske države. Status države z največjimi ugodnostmi, dodeljen Franciji, je na lokalni trg prinesel poceni francosko vino, dostop do sovjetskega trga pa je bil blokiran. Izvoz na tradicionalno poljsko tržišče je ovirala trgovinska vojna, ki se je začela leta 1926.
Položaj kmetov je dodatno poslabšala velika gospodarska kriza v Romuniji. Cene kmetijskih proizvodov so katastrofalno padle in si niso opomogle do konca desetletja. Narodna banka Romunije je leta 1936 samo 2,8 % kreditov, namenjenih kmetijstvu, usmerila proti Besarabiji. Do leta 1940 je bilo 70 % kmetov zadolženih pri veleposestnikih in dninarjih. Mnogo revnejših kmetov je moralo za poplačilo dolgov prodati živino in celo zemljo. Zemljišča, za katera se kupnine niso plačale dve leti in pol, so prešle v državno last. Do leta 1938 je v soroškem okraju z reformo dodeljeno zemljo ohranila samo četrtina kmečkih gospodarstev.
Do leta 1939 so kmetije do 5 ha v celotni regiji izgubile sedmino zemlje, medtem ko so se  kmetije z več kot 10 ha zemlje povečale za 26 %. Po študiji nove sovjetske uprave je bilo junija 1940 7,3 % kmečkih gospodarstev v besarabskih regijah Moldavske SSR povsem brez zemlje. 38,15 % jih je imelo do 3 hektarje, povprečno 1,7 hektarja, in 22,4 % 3 do 5 hektarjev, povprečno 2,6 hektarja na gospodarstvo. Več kot dve tretjini kmečkih gospodinjstev  so bili kmečki delavci in revni kmetje. V boljšem položaju so bil srednji kmetje, ki so imel v lasti 5 do 10 hektarjev zemlje in so predstavljali 22,73 % kmetij. Ostali, ki so predstavljali 9,4 % kmetij, so imele v lasti več kot 10 hektarjev in v celoti 36 % kmečke zemlje, tj. več kot vse male kmetije skupaj. 818 veleposestnikov je imelo v povprečju po 100 hektarjev. Institucionalni lastniki - država, cerkve in samostani, so imeli v lasti 59 tisoč ha zemlje. Približno 54 % kmečkih gospodinjstev ni imelo živine, približno dve tretjini ni  imelo konja. Nekaj več kot šestina jih je imela po enega konja in le 13,2 % dva ali več delovnih konj. 
V celotni besarabski regiji Moldavske SSR je bilo na začetku sovjetske uprave le 219 zastarelih traktorjev, ki so bili večinoma v lasti večjih kmetij in so se uporabljali predvsem kot mlatilnice. Večina uporabne konjske opreme za obdelavo tal, setev in žetev se je uporabljala samo sezonsko. V času med obema vojnama je bila Besarabija priča številnim negativnim pojavom: nadaljnjemu socialnemu razslojevanju na podeželju, poglabljanju revščine, zmanjševanju zemljišč, slabšanju strukture poljščin in zmanjševanju celotne kmetijske proizvodnje. Število govedi se je med letoma 1926 in 1938 zmanjšalo za 26 %, število ovac za 5 % in število prašičev za 14 %. Povprečni pridelek žit se je od leta 1920/1925 do 1935/1939 zmanjšal z 850 kg  na 800 kg na hektar. Vinogradniške površine so se med letoma 1930 in 1938 povečale za 15.000 ha, vendar je kakovost vina padla, saj je bilo nekaj več kot 80 % vinogradov zasajenih z manj kakovostnimi sortami vinske trte.  Po V.I. Tsaranovu  je poleg pomanjkanja zemlje, majhnih zemljišč in slabih donosov pridelkov regijo pestila tudi visoka brezposelnost med podeželskimi prebivalci. Junija 1940 je bilo zabeleženih okoli 550 tisoč nezaposlenih.
Romunska vlada je neposredno ali prek bančnega sistema spodbujala razvoj industrije na območjih predvojne Romunije, medtem ko je proces na novih ozemljih zavirala. Posledično so celo besarabski podjetniki raje vlagali svoj kapital drugod in ne v regiji. Lokalna industrija se je soočala z ostro konkurenco večjih romunskih podjetij, ki so imela dostop do preferencialnih železniških tarif, omejevala posojila lokalnim podjetnikom in preplavila lokalni trg s cenejšim industrijskim blagom, proizvedenim v Romuniji ali uvoženim iz tujine. V Besarabiji je bilo v 20. letih prejšnjega stoletja kljub temu ustanovljenih nekaj majhnih industrijskih podjetij, ki so uporabljala predvsem lokalne surovine in proizvajala za lokalni trg.  Čeprav se je število industrijskih podjetij po letu 1918 več kot podvojilo, je prevladovala mala polobrtna proizvodnja, ki je le redko uporabljala najeto delovno silo. Leta 1930 so imela podjetja zaposlena povprečno  samo  2,4 delavca. V 22 letih romunske vladavine je bilo v Besarabiji zgrajeno samo eno veliko podjetje: tovarna sladkorja Bălți.
Velika gospodarska kriza po prvi svetovni vojni je imela še posebej močan vpliv na regijo. Mnoga novoustanovljena podjetja so v letih 1929–1933 propadla ali se zaprla. Vladna politika pod vplivom bančnega sistema in industrijskih kartelov je preprečila oživitev, industrija starega dela Romunije pa je bila ponovno deležna prednostne obravnave. Glavni dejavniki, ki so zavirali razvoj Besarabije v 30. letih prejšnjega stoletja, so bile stroge kreditne omejitve, zvišanje prometnih tarif in carin ter posebna davčna politika. Davčno breme je bilo izrazito visoko, saj so morala podjetja dodeljenemu davčnemu zastopniku v celoti zagotoviti stanovanje, ogrevanje, razsvetljavo in pisarniški prostor. Besarabija je postala predvsem dobavitelj surovin in trg za industrijsko blago romunskega ali tujega izvora. Do konca 30. let 20. stoletja sta bila edina industrijska sektorja, ki sta se uspela opomoči, živilska in lesnopredelovalna industrija, ostali pa so bili priča stagnaciji ali zmanjšanju v primerjavi z ravnmi pred gospodarsko krizo. Večina industrijskih obratov v živilski industriji je celo v uspešnih letih delovalo znatno pod svojo instalirano zmogljivostjo. Več velikih tovarn, železniške delavnice, kišinjevske tekstilne tovarne ter tovarna konzerv in destilarna v Cetatei Albi so bile do leta 1938 razstavljene in preseljene  v Romunijo.
Med letoma 1929 in 1937 se je fiksni kapital v industriji zmanjšal za 10 %. Število industrijskih delavcev v Besarabiji je s samo 5400 leta 1925 padlo na 3500 leta 1937. V Romuniji se je njihovo skupno število v istem obdobju povečalo za skoraj 27 %.  Poraba električne energije v Kišinjevu, središču Besarabije in drugem največjem romunskem mestu, je leta 1925 znašala 4,47 milijona kWh. V naslednjem desetletju se je povečala le za 6,7 % in močno zaostajala za drugimi romunskimi mesti. V Galațiju se je povečala za 572,3%, v Bukarešti za 238,2%  in Iașiju za več kot 101 %. Do konca 30. let 20. stoletja je imel dostop do elektrike le vsak sedmi Besarabec. V Romuniji je imel dostop do nje vsak četrti prebivalec.
Skupna dolžina železniških prog v Besarabiji se je med vojnama povečala le za 78 km, s 1140 km leta 1918 na 1218 leta 1940. V tem času je bilo zgrajenih nekaj novih cest  in mostov čez Prut, del obstoječih cest pa je bil obnovljen, s čimer se je dolžina cest povečala s 150 na 754 km. Večina drugih cest je v deževnih obdobjih ostala neprevozna. Ladijski promet po Dnestru je bil ukinjen, na Prutu pa ni bil nikoli vzpostavljen. V 30. letih 20. stoletja so zgradili nova letališča, napeljali telefonske linije in postavili radijske oddajnike, a je regija kljub temu še vedno zaostajala Romunijo.
Delež investicij v besarabsko industrijo se je od leta 1923 do 1936 zmanjšal z 0,3 na 0,1 %. Po mnenju sociologa T.Al. Știrbuja so romunske vlade v svojih dolgoročnih načrtih v Besarabiji videle "samo rezervat poceni delovne sile in vir poceni kruha za industrijo v ostalih delih države". Industrijski delavci v regiji so morali delati do štirinajst ur dnevno brez ustrezne varnosti in v slabih higienskih pogojih. Realne mezde so se do leta 1913 do 1937 zmanjšale za 60%.

#### Šolstvo
Leta 1919 je Besarabija postala romunska regija z najvišjo stopnjo nepismenosti. V Besarabiji pred letom 1918 ni delovala nobena šola v romunskem jeziku, čeprav je bilo prebivalstvo večinoma romunsko/moldavsko.  Posledično je bilo med njimi pismenih le 10,5 % moških in 1,77 % žensk. Do leta 1930 se je število pismenih povečalo na 38,1 % celotnega prebivalstva. V obdobju 1920-1938 se je število osnovnih šol povečalo s 1.747 na 2.718, število učencev pa s 136.172 na 346.747. Leta 1940 je bilo v regiji 24 gimnazij in srednjih šol ter 26 višjih šol.  Izobraževanje v manjšinskih jezikih je bilo okrnjeno, čeprav je tam živelo več kot 870.000 Rusov, Ukrajincev in Judov. Zasebne šole so po letu 1925 smele delovati le, če je bil pouk v romunščini, do leta 1938 pa državnih šol ni bilo več. Država je sponzorirala samo eno zasebno rusko-ukrajinsko šolo. Po nemškem in sovjetskem napadu na Poljsko leta 1939 se je vlada vrnila k svoji prejšnji politiki in se odločila, da ponovno uvede pouk manjšinskih jezikov v državnih šolah in omogoči večjo stopnjo kulturnega izražanja slovanskih manjšin. Glavni namen vlade je bil izboljšati svojo podobo med lokalnim  prebivalstvom.
V medvojnem obdobju so bili  postavljeni temelji za prve visokošolske ustanove v Besarabiji. Leta 1926 je bila v Kišinjevu ustanovljena Teološka fakulteta, ki sta ji leta 1928 sledila Državni konservatorij in leta 1933 Fakulteta za kmetijske vede. Obe fakulteti sta bili v predvojni Romuniji oddelka Univerze v Iaşiju.

### Druga svetovna vojna
Sovjetska zveza ni priznala vključitve Besarabije v Romunijo in je ves medvojni čas na vse načine spodkopavala pravice Romunije do tega ozemlja. V Paktu Ribbentrop-Molotov,  podpisanem 23. avgusta 1939, je Tretji rajh v 4. členu  tajnega aneksa k sporazumu priznal Besarabijo kot sovjetsko "interesno sfero".
Spomladi 1940 je Zahodno Evropo preplavila nemška vojska. Ko je bila svetovna pozornost osredotočena na te dogodke, je ZSSR 26. junija 1940 Romuniji izdala ultimat, v katerem je pod grožnjo vojne zahtevala takojšen odstop Besarabije in severne Bukovine. Romunija je dobila štiri dni časa, da evakuira svoje vojake in uradnike. Obe guberniji skupaj sta imeli površino 51.000 km2 in po  uradnih romunskih virih približno 3,75 milijona prebivalcev, od tega polovica Romunov. Dva dni kasneje je Romunija popustila in začela evakuacijo. Med evakuacijo od 28. junija do 3. julija so skupine lokalnih komunistov in sovjetskih simpatizerjev napadale umikajoče se sile in civiliste, ki so se odločili oditi. Napadom so se pridružili številni pripadniki manjšin, med njimi Judje in Ukrajinci. Romunsko vojsko je napadla tudi sovjetska vojska, ki je vstopila v Besarabijo še preden se je romunska uprava povsem umaknila. Po poročanju romunske vojske je bilo v sedmih dneh mrtvih ali pogrešanih 356 častnikov in 42.876 vojakov.
2. avgusta 1940 je bila na večini ozemlja Besarabije, združene z zahodnimi deli nekdanje Moldavske ASSR, ustanovljena Moldavska sovjetska socialistična republika. Besarabija je bila razdeljena med Moldavsko SSR (65 % ozemlja in 80 % prebivalstva) in Ukrajinsko SSR. Severna in južna okrožja Besarabije, danes Budžak in deli Črnoviške oblasti, so bila dodeljena Ukrajini, medtem ko so bila nekatera ozemlja, velika okoli 4000 km2 na levem (vzhodnem) bregu Dnestra, sedanje Pridnestrska republika, prej del Ukrajine, dodeljena Moldaviji. Po sovjetskem prevzemu oblasti so bili številni Besarabci, ki so bili obtoženi podpore odstavljeni romunski administraciji, usmrčeni ali izgnani v Sibirijo in Kazahstan.
Med septembrom in novembrom 1940 je bila besarabskim etničnim Nemcem po nemško-sovjetskem sporazumu ponujena preselitev v Nemčijo. Zaradi strahu pred sovjetskim zatiranjem so se skoraj vsi Nemci (93.000) s tem strinjali. Večina jih je bila preseljena na  poljska ozemlja, priključena k Nemškemu Rajhu.
22. junija 1941 se je z Operacijo Barbarossa začela invazija držav osi na Sovjetsko zvezo. Med 22. junijem in 26. julijem 1941 so romunske čete s pomočjo Wehrmachta povrnile Besarabijo in severno Bukovino. Sovjeti so med prisilnim umikom iz Besarabije uporabili taktiko požgane zemlje, uničili infrastrukturo in po železnici odpeljali premično blago v Rusijo. Konec julija, po letu dni sovjetske vladavine, je bila regija ponovno pod romunskim nadzorom, organizirana kot Gubernija Besarabija.
Ko so bile vojaške operacije še v teku, je bilo veliko primerov, da so se romunske enote "maščevale" Judom v Besarabiji. Izvajale so pogrome nad civilisti in  ubijale judovske ujetnike, kar je povzročilo več tisoč mrtvih. Domnevni vzrok za pomor Judov je bil, da so nekateri Judje leta 1940 sovjetski prevzem oblasti pozdravili kot osvoboditev. Istočasno je zloglasna SS Einsatzgruppe D, ki je delovala na območju nemške 11. armade, izvajala  usmrtitve Judov po hitrem postopku pod pretvezo, da so vohuni, saboterji, komunisti ali brez kakršne koli pretveze.
Politično rešitev "judovskega vprašanja" je romunski diktator, maršal Ion Antonescu, očitno videl bolj v izgonu kot v iztrebljenju. Tisti del judovskega prebivalstva Besarabije in Bukovine, ki ni pobegnil v Sovjetsko zvezo pred umikom sovjetskih čet (147.000), je bil sprva zbran v gete ali nacistična koncentracijska taborišča, nato pa v letih 1941–1942 na smrtnih pohodih deportiran v romunsko okupirano Pridnestrje, kjer je bila izvršena "končna rešitev".
Po treh letih relativnega miru se je nemško-sovjetska fronta leta 1944 vrnila na kopensko mejo na Dnestru. 20. avgusta 1944 je Rdeča armada s približno 3.400.000 pripadniki začela veliko poletno ofenzivo pod kodnim imenom Druga ofenziva Jasi-Kišinev. Sovjetska vojska je v petih dneh zasedla Besarabijo v dvokraki ofenzivi. V žepnih bitkah pri Kišinjevu in Sărati je bila dokončno uničena nemška 6. armada s približno 650.000 možmi, na novo organizirana po bitki za Stalingrad. Hkrati z uspešnim sovjetskim napadom je Romunija prekinila vojaško zavezništvo z Osjo in zamenjala stran. 23. avgusta 1944 je kralj Mihael I. aretiral maršala Iona Antonescuja in ga pozneje izročil Sovjetom.

### Del Sovjetske zveze
Sovjetska zveza je regijo ponovno pridobila leta 1944, ko je Rdeča armada zasedla Romunijo. Do leta 1947 so Sovjeti v Bukarešti uvedli Moskvi prijazno in poslušno komunistično vlado. Sovjetska okupacija Romunije je trajala do leta 1958. Romunski komunistični režim v svojih diplomatskih odnosih s Sovjetsko zvezo ni odkrito izpostavil vprašanja Besarabije ali Severne Bukovine. V povojni lakoti v Moldaviji je umrlo najmanj 100.000 ljudi.
Med letoma 1969 in 1971 je več mladih intelektualcev v Kišinjevu ustanovilo tajno Nacionalno patriotsko fronto. Štela je več kot 100 članov, ki so se zaobljubili, da se bodo borili za ustanovitev Moldavske demokratične republike, njeno odcepitev od Sovjetske zveze in združitev z Romunijo.
Decembra 1971 so bili po ovadbi Iona Stănescuja,  predsednika Sveta za državno varnost Romunske socialistične republike, aretirani trije voditelji Nacionalne patriotske fronte: Alexandru Usatiuc-Bulgar, Gheorghe Ghimpu in Valeriu Graur. Aretiran je bil tudi Alexandru Soltoianu, vodja podobnega tajnega gibanja v Severni Bukovini. Vsi so bili kasneje osbojeni na dolge zaporne kazni.

### Vzpon neodvisne Moldavije
V oslabljeni Sovjetski zvezi so februarja 1988 v Kišinjevu potekale prve nesankcionirane demonstracije. Demonstranti so bili sprva naklonjeni perestrojki, vendar so se kmalu obrnili proti vladi in zahtevali, da uradni jezik namesto ruskega postane  romunski (moldavski). Po 600.000-glavih demonstracijah v Kišinjevu je štiri dni kasneje, 31. avgusta 1989,  romunščina (moldavščina) postala uradni jezik Moldavske sovjetske socialistične republike. V praksi se to več let ni izvajalo. Leta 1990 so bile izvedene prve svobodne parlamentarne volitve, na katerih je zmagala opozicijska Ljudska fronta. Oblikovana je bila vlada, ki jo je vodil Mircea Druc, eden od voditeljev Ljudske fronte. Moldavska SSR je postala SSR Moldavija in kasneje Republika Moldavija. Slednja  je postala neodvisna 31. avgusta 1991 in prevzela nespremenjene meje Moldavske SSR.

## Prebivalstvo
Po podatkih besarabskega zgodovinarja Ștefana Ciobanuja in moldavske filologinje Viorice Răileanu je bilo leta 1810 med prebivalci Besarabije približno 95% Moldavcev. V 19. stoletju se je kot posledica ruske politike kolonizacije in rusifikacije delež moldavskega prebivalstva, odvisno od vira podatkov, zmanjšal na 47,6 % (leta 1897), 52 % ali 75 % leta (1900, Krusevan), 53,9 % (1907), 70 % (1912, Laskov) ali 65–67 % (1918, J. Kaba).
Ruski popis prebivalstva  leta 1817, ki je zajel 96.526 družin in 482.630 prebivalcev, ni beležil etničnih podatkov, razen nedavnih beguncev, predvsem Bolgarov,  in nekaterih etnosocialnih kategorij (Judje, Armenci in Grki). Uradne evidence so navajale 3.826 judovskih družin (4,2 %), 1.200 lipovskih družin (1,5 %), 640 grških družin (0,7 %), 530 armenskih družin (0,6 %) in 482 bolgarskih in gagauških družin (0,5 %).
V 20. stoletju je romunski zgodovinar Ion Nistor ekstrapoliral število Moldavcev na 83.848 družin (86 %) in Rusinov na 6.000 družin (6,5 %). Ocena je temeljila na predpostavki, da so Rusini predstavljali do tretjino prebivalstva okrožja Hotin, ostalo zabeleženo prebivalstvo pa je bilo izključno Moldavsko. Alternativna ocena za isto leto kaže 76,4 % Moldavacev, 8,7 % Ukrajincev, 5,1 % Bolgarov in Gagauzov, 4,5 % Judov in 2 % Rusov.
Statistični podatki treh okrajev v južni Besarabiji (Akkerman, Izmail in Bender) iz leta 1818 pričajo o  močnemu izseljevanju muslimanskega prebivalstva in priseljevanju iz drugih regij, vključno iz osmanskih dežel južno od Donave.
Moldavski zgodovinar Ion Gumenâi omenja, da je imela  Besarabije leta 1828 517.135 prebivalcev in navaja, da je bilo med njimi 376.910 Moldavcev (72,88 %), 52.000 Rusinov (10,05 %), 30.929 Judov (5,9 %), 8.846 Nemcev (1,71 %), 7.947 Rusov ( 1,53 %), 5.974 Lipovanov (1,15 %), 2.384 Poljakov (0,46 %), 2.000 Grkov (0,38 %), 2.000 Armencev (0,38 %) in 27.445 (5,3 %) naseljencev na jugu Besarabije.
Prva statistika, ki je zajela etnične skupine po vsej Besarabiji, je bil nepopoln administrativni popis prebivalstva, opravljen v letih 1843–1844 na zahtevo Ruske akademije znanosti. Med  692.777 prebivalci je bilo 59,4 % Moldavcev, 17,2 % Ukrajincev, 9,3 % Bolgarov, 7,1 % Judov in 2,2 % Rusov. V nekaterih urbanih središčih podatki niso bili sporočeni za vse etnične skupine. Poleg tega se velikost skupnega prebivalstva razlikuje od drugih uradnih poročil iz istega obdobja, ki navajajo 774.492 ali 793.103 prebivalcev.
Cerkveni zapisi, zbrani okoli leta 1850–1855, navajajo skupno 841.523 prebivalcev z naslednjo sestavo: 51,4 % Moldavcev, 4,2 % Rusov, 21,3 % Ukrajincev, 10 % Bolgarov, 7,2 % Judov in 5,7 % drugih. Po drugi strani uradni podatki za leto 1855 beležijo skupno 980.031 prebivalcev, brez prebivalstva na ozemlju pod oblastjo posebne uprave mesta Izmail.
Po Ionu Nistorju je prebivalstvo Besarabije leta 1856 sestavljalo 736.000 Moldavcev (74 %), 119.000 Ukrajincev (12 %), 79.000 Judov (8 %), 47.000 Bolgarov in Gagauzov (5 %), 24.000 Nemcev (2,4 %), 11.000 Romov (1,1 %), 6.000 Rusov (0,6 %), skupaj 990.274 prebivalcev. Zgodovinar Constantin Ungureanu navaja bistveno drugačne številke za isto leto: 676.100 Moldavcev (68,2 %), 126.000 Ukrajincev (12,7 %), 78.800 Judov (7,9 %), 48.200 Bolgarov in Gagauzov (4,9 %), 24.200 (2,4 %) Nemcev in 20.000 Rusov (2 %) skupaj 991.900.
Ruski podatki za leto 1889 omenjajo skupaj 1.628.867 prebivalcev.
Po ruskem popisu prebivalstva leta 1897 je imela Besarabija 1.935.412 prebivalcev:
- 920.919 Moldavcev (47,6%)
- 379.698 Ukrajincev  (19,6%)
- 228.168 Judov  (11,8%)
- 155.774 Rusov (8%)
- 103.225 Bolgarov  (5,3%)
- 60.026 Nemcev (3,1%)
- 55.790 Turkov (Gagauzov) (2,9%)

Nekateri strokovnjaki so glede popisa leta 1897 menili, da "[...] je imel popisovalec praviloma navodila, da vsakogar, ki razume državni jezik, šteje kot pripadnika te narodnosti, ne glede na to, kakšen je njegov vsakdanji govor". Tako bi lahko bili številni Moldavci registrirani kot Rusi.
Po N. Durnovo je imela Besarabija leta 1900 1.935.000 prebivalcev:
| Okraj            | Moldavci  | Ukrajinci in Rusi | Judje   | Bolgari in Gagauzi | Nemci, Grki, Armenci in drugi | Skupaj    |
| ---------------- | --------- | ----------------- | ------- | ------------------ | ----------------------------- | --------- |
| Hotin            | 89.000    | 161.000           | 54.000  | 3.000              | 3.000                         | 307.000   |
| Soroca           | 156.000   | 28.000            | 31.000  | 4.000              | 4.000                         | 219.000   |
| Bălți            | 154.000   | 27.000            | 17.000  | 14.000             | 14.000                        | 212.000   |
| Orhei            | 176.000   | 10.000            | 26.000  | 1.000              | 1.000                         | 213.000   |
| Lăpușna          | 198.000   | 19.000            | 53.000  | 10.000             | 10.000                        | 280.000   |
| Tighina          | 103.000   | 32.000            | 16.000  | 36.000             | 8.000                         | 195.000   |
| Cahul in Ismail1 | 109.000   | 53.000            | 11.000  | 27.000             | 44.000                        | 244.000   |
| Cetatea Albă     | 106.000   | 48.000            | 11.000  | 52.500             | 47.500                        | 265.000   |
| Skupaj           | 1.092.000 | 378.000           | 219.000 | 247.000            | 247.000                       | 1.935.000 |
| %                | 56,5%     | 19,5%             | 11,5%   | 12,5%              | 12,5%                         | 100%      |

Opomba: 1 Združena dva okraja.
Romunske ocene za leto 1919 (1922) so pokazale 2.631.000 prebivalcev:
- 1.685.000 Moldavcev (64,0%)
- 254.000 Ukrajincev (9,7%)
- 287.000 Judov (10,2%)
- 75.000 Rusov (2,8%)
- 147.000 Bolgarov (5,6%)
- 79.000 Nemcev (3,0%)
- 59.000 Lipovanov in kozakov (2,2%)
- 67.000 drugih (2,5%)

Po podatkih v Demografski zgodovini Romunije je bilo leta 1930 v Besarabiji 2.864.662 prebivalcev:
| Okraj        | Moldavci  | Ukrajinci | Rusi1   | Judje   | Bolgari | Gagauzi | Nemci  | drugi2 | Skupaj    |
| ------------ | --------- | --------- | ------- | ------- | ------- | ------- | ------ | ------ | --------- |
| Hotin        | 137.348   | 163.267   | 53.453  | 35.985  | 26      | 2       | 323    | 2.026  | 392.430   |
| Soroca       | 232.720   | 26.039    | 25.736  | 29.191  | 69      | 13      | 417    | 2.183  | 316.368   |
| Bălți        | 270.942   | 29.288    | 46.569  | 31.695  | 66      | 8       | 1.623  | 6.530  | 386.721   |
| Orhei        | 243.936   | 2.469     | 10.746  | 18.999  | 87      | 1       | 154    | 2.890  | 279.282   |
| Lăpușna      | 326.455   | 2.732     | 29.770  | 50.013  | 712     | 37      | 2.823  | 7.079  | 419.621   |
| Tighina      | 163.673   | 9.047     | 44.989  | 16.845  | 19.599  | 39.345  | 10.524 | 2.570  | 306.592   |
| Cahul        | 100.714   | 619       | 14.740  | 4.434   | 28.565  | 35.299  | 8.644  | 3.948  | 196.963   |
| Ismail       | 72.020    | 10.655    | 66.987  | 6.306   | 43.375  | 15.591  | 983    | 9.592  | 225.509   |
| Cetatea Albă | 62.949    | 70.095    | 58.922  | 11.390  | 71.227  | 7.876   | 55.598 | 3.119  | 341.176   |
| Skupaj       | 1.610.757 | 314.211   | 351.912 | 204.858 | 163.726 | 98.172  | 81.089 | 39.937 | 2.864.662 |
| %            | 56,23%    | 10,97%    | 12,28%  | 7,15%   | 5,72%   | 3,43%   | 2,83%  | 1,39%  | 100%      |

Opombi: 1 Vključno z Lipovani. 2 Poljaki, Armenci, Albanci, Grki, Romi in drugi neopredeljeni
Podatki romunskega popisa prebivalstva iz leta 1939 pred sovjetsko okupacijo Besarabije in severne Bukovine niso bili v celoti obdelani. Število prebivalcev je bilo ocenjeno na približno 3,2 milijona.
Popis leta 1941, opravljen med romunsko vojno upravo, je naštel 2.733.563 prebivalcev:
- 1.793.493 Moldavcev (65,6%)
- 449.540 Ukrajincev  (16,4%)
- 177.647 Bolgarov (6,5%)
- 164.410 Rusov (6,0%)
- 115.683 Gagauzov (4,2%)
- 9.086 Poljakov (0,3%)
- 6.882 Judov (0,3%)
- 2.058 Nemcev (0,1%)
- 14.794 drugih (0,6%)

V sovjetskem popisu prebivalstva leta 1979 za Moldavsko SSR, vključno s Pridnestrjem, vendar brez severne in južne Besarabije, ki sta zdaj del Ukrajine, se je za Moldavce opredelilo  63,9 % prebivalcev in za Romune 0,04 %. V sovjetskem popisu leta 1989, izvedenem v Moldavski SSR, se je  za Moldavce opredelilo 64,5% prebivalcev in za Romune 0,06 %. V moldavskem popisu leta 2014, brez Pridnestrja, se jih je 75 % opredelilo za Moldavce in 7 % Romune.

## Gospodarstvo
Leta 1911 je bilo v Besarabiji  165 posojilnic, 117 hranilnic, 43 stanovskih hranilnic in posojilnic ter osem deželnih posojilnic s skupnim premoženjem približno 10.000.000 rubljev. Bilo je tudi 89 državnih hranilnic z vlogami okoli 9.000.000 rubljev.
Leta 1918 je bilo v regiji samo 1.057 km železniških prog. Glavne proge so bile širše od evropskih in so se  stekale proti Rusiji. Vozni park in tiri so bili v slabem stanju. V regiji je bilo približno 400 lokomotiv, a le okoli 100 uporabnih. Potniških vagonov je bilo 323, od tega  33 na popravilu. Od 4530 tovornih vagonov in 187 vagonov cistern  je bilo uporabnih le 1389 oziroma 103. Romuni so zmanjšali širino prog na standardnih 1.440 mm,  da so se lahko povezali s preostalo Evropo. Poleg tega je bilo le nekaj uporabnih mostov. Romunski cestni inženirji so se odločili zgraditi deset novih mostov: Cuzlău, Țuțora, Lipcani, Șerpenița, Ștefănești–Brăniște, Cahul-Oancea, Bădărăi-Moara Domnească, Sărata, Bumbala-Leova, Badragi in Fălciu. Od načrtovanih mostov so zgradili samo štiri:  Cuzlău, Fălciu, Lipcani in Sărata.